# Stroeg

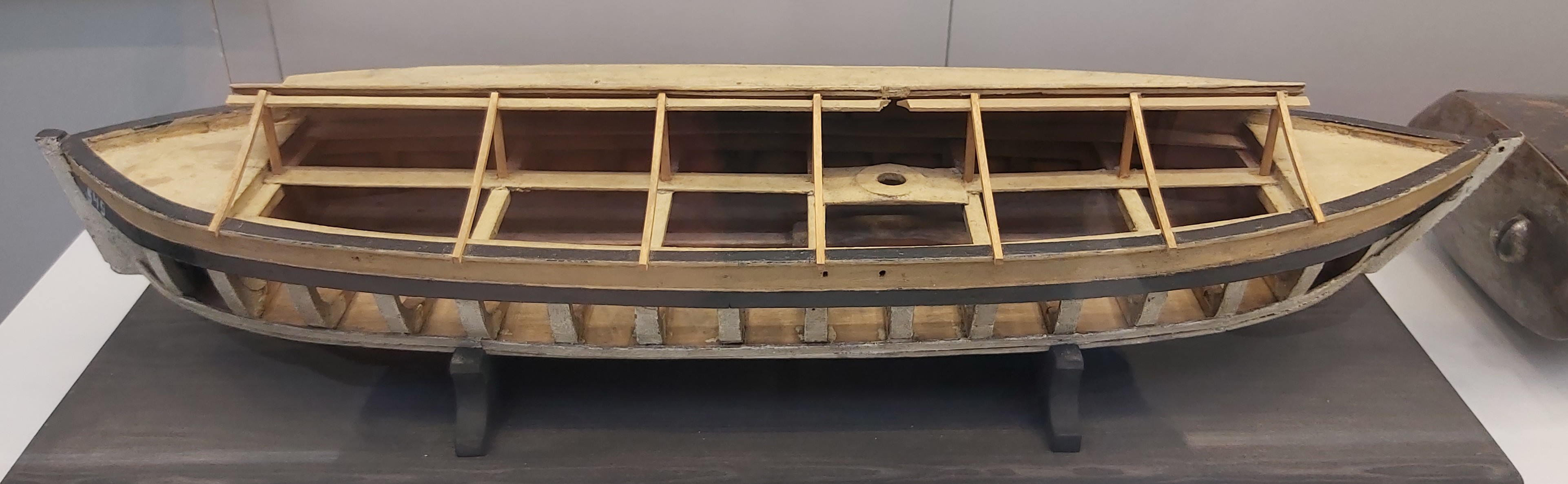
Stroeg

Een stroeg (Russisch: струг) was van de 11e tot de 18e eeuw een Russisch zeilschip met een platte bodem, die gebruikt werd voor het vervoer van personen en goederen. Het schip werd gebruikt op rivieren en meren en had een afneembare mast en een klein recht zeil, die werd geplaatst bij voor de wind. Stroegen hadden een lengte van 20 tot 45 meter en een breedte tussen de 4 en 10 meter.
In de 16e en 17e eeuw werden ze gebruikt voor de bescherming van de rivierhandelswegen tegen piraten en waren daarvoor bewapend met een klein aantal kleine kanonnen.

## Gebruik in Rusland
In 1667, werden voor de bestorming van het eiland Koelaly, waar aanhangers van Stenka Razin zich hadden verschanst, 40 stroegen ingezet voor het vervoer van de bijna 2700 man streltsytroepen.
Tijdens de voorbereidingen voor de Tweede Azovcampagne werd in de winter van 1696 in Voronezj en Preobrazjenskoje een grote scheepsbouwcampagne op touw gezet. In Preobrazjenskoje gebouwde galeien werden daarbij in gedemonteerde vorm naar Voronezj gestuurd, waar ze weer werden opgebouwd en te water werden gelaten. Daarbij werden onder andere 522 stroegen gebouwd.